# Canton de Lanvallay
Le canton de Lanvallay est une circonscription électorale française du département des Côtes-d'Armor.

## Histoire
Un nouveau découpage territorial des Côtes-d'Armor entre en vigueur à l'occasion des élections départementales de mars 2015, défini par le décret du 13 février 2014, en application des lois du 17 mai 2013 (loi organique 2013-402 et loi 2013-403). Les conseillers départementaux sont, à compter de ces élections, élus au scrutin majoritaire binominal mixte. Les électeurs de chaque canton élisent au Conseil départemental, nouvelle appellation du Conseil général, deux membres de sexe différent, qui se présentent en binôme de candidats. Les conseillers départementaux sont élus pour 6 ans au scrutin binominal majoritaire à deux tours, l'accès au second tour nécessitant 12,5 % des inscrits au 1er tour. En outre la totalité des conseillers départementaux est renouvelée. Ce nouveau mode de scrutin nécessite un redécoupage des cantons dont le nombre est divisé par deux avec arrondi à l'unité impaire supérieure si ce nombre n'est pas entier impair, assorti de conditions de seuils minimaux. Dans les Côtes-d'Armor, le nombre de cantons passe ainsi de 52 à 27.
Le canton de Lanvallay est formé de communes des anciens cantons de Dinan-Ouest (6 communes), d'Évran (8 communes) et de Dinan-Est (3 communes). Il est entièrement inclus dans l'arrondissement de Dinan. Son bureau centralisateur est situé à Lanvallay.

## Représentation
| Période élective | Période élective | Mandat | Mandat   | Identité                 | Nuance | Nuance | Qualité |
| ---------------- | ---------------- | ------ | -------- | ------------------------ | ------ | ------ | --- |
| 2015             | 2021             | 2015   | 2021     | Michel Daugan            |        | DVD    | Maire de Plouasne (depuis 2008)                                                                                                   |
| 2015             | 2021             | 2015   | 2021     | Véronique Méheust        |        | LR     | Adjointe au maire de Pleudihen-sur-Rance (depuis 2014) 10ème Vice-Présidente du Conseil départemental (environnement et mobilité) |
| 2021             | 2028             | 2021   | en cours | Michel Daugan            |        | DVD    | Conseiller sortant |
| 2021             | 2028             | 2021   | en cours | Cécilia Guigui-Delaroche |        | DVD    | Formatrice, conseillère municipale de Lanvallay                                                                                   |

### Résultats détaillés

#### Élections de mars 2015
À l'issue du 1er tour des élections départementales de 2015, deux binômes sont en ballottage : Martine Bugeaud et Jean-Louis Nogues (DVG, 34,14 %) et Michel Daugan et Véronique Méheust (Union de la Droite, 34,06 %). Le taux de participation est de 56,89 % (8 656 votants sur 15 215 inscrits) contre 56,24 % au niveau départementalet 50,17 % au niveau national.
Au second tour, Michel Daugan et Véronique Méheust (Union de la Droite) sont élus avec 50,35 % des suffrages exprimés et un taux de participation de 57,81 % (4 070 voix pour 8 795 votants et 15 214 inscrits).

#### Élections de juin 2021
Le premier tour des élections départementales de 2021 est marqué par un très faible taux de participation (33,26 % au niveau national). Dans le canton de Lanvallay, ce taux de participation est de 41,46 % (6 739 votants sur 16 256 inscrits) contre 39,37 % au niveau départemental. À l'issue de ce premier tour, deux binômes sont en ballottage : Michel Daugan et Cecilia Guigui-Delaroche (DVD, 38,79 %) et Morgane Bernard et David Briand (Union à gauche, 26,14 %).
Le second tour des élections est marqué une nouvelle fois par une abstention massive équivalente au premier tour. Les taux de participation sont de 34,3 % au niveau national, 40,31 % dans le département et 42,68 % dans le canton de Lanvallay. Michel Daugan et Cecilia Guigui-Delaroche (DVD) sont élus avec 54,58 % des suffrages exprimés (3 572 voix pour 6 940 votants et 16 260 inscrits),,.

## Composition
Le canton de Lanvallay comprend 17 communes entières.
| Nom                               | Code Insee | Intercommunalité       | Superficie (km2) | Population (dernière pop. légale) | Densité (hab./km2) | Modifier                                    |
| --------------------------------- | ---------- | ---------------------- | ---------------- | --------------------------------- | ------------------ | ------------------------------------------- |
| Lanvallay (bureau centralisateur) | 22118      | CA Dinan Agglomération | 14,61            | 4 235 (2022)                      | 290                | modifier les données · modifier les données |
| Bobital                           | 22008      | CA Dinan Agglomération | 4,99             | 1 143 (2022)                      | 229                | modifier les données · modifier les données |
| Brusvily                          | 22021      | CA Dinan Agglomération | 11,83            | 1 155 (2022)                      | 98                 | modifier les données · modifier les données |
| Calorguen                         | 22026      | CA Dinan Agglomération | 8,48             | 722 (2022)                        | 85                 | modifier les données · modifier les données |
| Les Champs-Géraux                 | 22035      | CA Dinan Agglomération | 19,09            | 1 053 (2022)                      | 55                 | modifier les données · modifier les données |
| Évran                             | 22056      | CA Dinan Agglomération | 23,56            | 1 787 (2022)                      | 76                 | modifier les données · modifier les données |
| Le Hinglé                         | 22082      | CA Dinan Agglomération | 3,37             | 912 (2022)                        | 271                | modifier les données · modifier les données |
| Pleudihen-sur-Rance               | 22197      | CA Dinan Agglomération | 24,55            | 2 974 (2022)                      | 121                | modifier les données · modifier les données |
| Plouasne                          | 22208      | CA Dinan Agglomération | 33,61            | 1 749 (2022)                      | 52                 | modifier les données · modifier les données |
| Le Quiou                          | 22263      | CA Dinan Agglomération | 5,06             | 355 (2022)                        | 70                 | modifier les données · modifier les données |
| Saint-André-des-Eaux              | 22274      | CA Dinan Agglomération | 5,24             | 395 (2022)                        | 75                 | modifier les données · modifier les données |
| Saint-Carné                       | 22280      | CA Dinan Agglomération | 8,36             | 1 140 (2022)                      | 136                | modifier les données · modifier les données |
| Saint-Hélen                       | 22299      | CA Dinan Agglomération | 17,02            | 1 535 (2022)                      | 90                 | modifier les données · modifier les données |
| Saint-Judoce                      | 22306      | CA Dinan Agglomération | 10,19            | 590 (2022)                        | 58                 | modifier les données · modifier les données |
| Saint-Juvat                       | 22308      | CA Dinan Agglomération | 17,41            | 649 (2022)                        | 37                 | modifier les données · modifier les données |
| Tréfumel                          | 22352      | CA Dinan Agglomération | 5,81             | 279 (2022)                        | 48                 | modifier les données · modifier les données |
| Trévron                           | 22380      | CA Dinan Agglomération | 9,60             | 681 (2022)                        | 71                 | modifier les données · modifier les données |
| Canton de Lanvallay               | 2208       |                        | 222,78           | 21 354 (2022)                     | 96                 | modifier les données                        |

## Démographie
En 2022, le canton comptait 21 354 habitants, en évolution de +3,15 % par rapport à 2016 (Côtes-d'Armor : +1,78 %, France hors Mayotte : +2,11 %).
| 2013   | 2018   | 2022   |
| ------ | ------ | ------ |
| 20 007 | 20 906 | 21 354 |